# Sporastatia
Catolechia is een geslacht van korstmossen dat behoort tot de orde Rhizocarpales van de ascomyceten. De typesoort is Sporastatia testudinea.

## Soorten
Volgens Index Fungorum telt het geslacht 14 soorten (peildatum februari 2022):
| Soortnaam                  | Auteur(s)                              | Publicatiejaar |
| -------------------------- | -------------------------------------- | -------------- |
| Sporastatia asiatica       | H. Magn.                               | 1940           |
| Sporastatia austrogeorgica | C.W. Dodge                             | 1971           |
| Sporastatia coracina       | (Hoffm.) Hazsl.                        | 1884           |
| Sporastatia crassulata     | Yakovch. & Davydov                     | 2018           |
| Sporastatia funckii        | (Flot.) Dalla Torre & Sarnth.          | 1902           |
| Sporastatia karakorina     | (Obermayer & Poelt) Davydov & Yakovch. | 2018           |
| Sporastatia morio          | (Duby) Körb.                           | 1855           |
| Sporastatia nigra          | C.W. Dodge                             | 1971           |
| Sporastatia polyspora      | (Nyl.) Grummann                        | 1963           |
| Sporastatia seuratii       | B. de Lesd.                            | 1911           |
| Sporastatia spitsbergensis | Th. Fr.                                | 1861           |
| Sporastatia subasiatica    | N.S. Golubk.                           | 1973           |
| Sporastatia tenuirimata    | Th. Fr.                                | 1867           |
| Sporastatia testudinea     | (Ach.) A. Massal.                      | 1854           |